# Al-Ittihad Alexandria Club (basquete)
A equipe de basquetebol masculino do Al-Ittihad Alexandria Club é a secção da agremiação egípcia que disputa a Superliga (Liga egípcia).

## Títulos

### Superliga
- Campeão (14): 1979, 1982, 1983, 1984, 1985, 1986, 1987, 1990, 1992, 1995, 1996, 1999, 2009, 2010

### Copa Africana de Clubes Campeões
- Campeão (1):1987

### Copa Árabe de Clubes
- Campeão (7):1978, 1988, 1991, 1995, 1996, 2002, 2004